# Sauce Mornay
La sauce Mornay est une sauce qui dérive de la sauce béchamel, par l’ajout d’un jaune d’œuf et de fromage à pâte dure râpé. Elle accompagne habituellement œufs et légumes, tels que les blettes dans les gratins.

## Historique
Comme beaucoup de plats contenant du fromage (qui fut longtemps considéré par la bonne société comme une nourriture de paysans), la sauce Mornay n'apparaît que tardivement sur les tables bourgeoises : elle n’est documentée qu’à partir de 1820, avec sa mention dans la 10e édition du livre Le Cuisinier royal. Elle a été introduite dans le Tout-Paris de Charles X par le grand restaurant Le Grand Véfour, situé dans les arcades du Palais-Royal, et où le nom de Mornay était illustré par deux hommes extrêmement élégants, le marquis de Mornay et son frère, le comte Charles Léonce de Mornay.